# Autonome Li Prefectuur Changjiang
Changjiang is een autonome prefectuur in het noordwesten van de zuidelijke provincie Hainan, Volksrepubliek China. In de prefectuur staat de Kerncentrale Changjiang.